# Национални дан давања
Национални дан давања се обележава 9. октобра у Републици Србији од 2018. године када је установљен. Обележава се широм земље са различитим степеном успеха, али заједничким циљем, а он је промовисање разумевања питања давања.

## Историјат
Национални дан давања је установљен на иницијативу Српског филантропског форума са Коалицијом за доброчинство, а Савет за филантропију Владе Републике Србије је подржао установљавање овог дана, док је председница Владе Ана Брнабић покровитељка ове манифестације, којом се слави доброта, доброчинство, филантропија, солидарност, племенитост. 
Српски филантропски форум као иницијатор обележавања Националног дана давања спроводи иницијативу у оквиру Пројекта за унапређење оквира за давања који финансира УСАИД, а спроводи Коалиција за доброчинство коју предводи Фондација Ана и Владе Дивац а додатно чине Траг Фондација, Catalyst Balkans, СМАРТ Колектив, Српски филантропски форум, Форум за одговорно пословање и Привредна комора Србије.
Први пут је обележен 9. октобра 2018, на дан рођења Михајла Пупина, великог српског иноватора и филантропа.
Циљ обележавања Националног дана давања јесте да се обнавља култура давања и оживљава филантропска традиција друштва. Скретање пажње јавности на неки изазов у друштву и прикупљање средтава за системску подршку у датој области.

## Национални дан давањадо сада

### Национални дан давања2018. године
Прве године дан је обележен пружањем подршке развоју иновација и образовању донирањем средстава за набавку најсавременијег спектрометра за Истраживачку станицу Петница у вредности од 3,2 милиона динара.
Спектрометар је мултифункционални мобилни уређај који једноставно и брзо идентификује хемијске супстанце и једињења узорака, а користи се у биомедицини, геологији, екологији, астрономији, хемији, археологији, као и за испитивање боја и пигмената на уметничким делима и културним споменицима.
У акцију је било укључено 23 донатора међу којима су компаније, фондације и организације цивилног друштва, као и многи појединаци.
Донатори: АБЦ тест Ваљево, Alma Quattro, Београдски маратон, Bosis Ваљево, Coca Cola Hellenic, Делта фондација, Дом здравља Bel Medic, Ерсте банка, Фондација Хумано срце Шапца, GDI Solutions, Хемофарм фондација, Инфостуд, Крушик Ваљево, Lafarge, Металпром Ваљево, UniCredit банка, Ветроелектране балкана, чланице Коалиције за доброчинство: Фондација Ана и Владе Дивац, Каталист фондација, Смарт колектив, Траг фондација, као и многи појединци.

### Национални дан давања2019. године
Године 2019. циљ је био да се подржи образовање и најмлађи чланови друштва. Тема Националног дана давања била је: "Унапређење основношколског образовања у школама широм Србије".
Уз помоћ партнерских организација из Шида, Сомбора, Панчева и Београда, прикупљено је 8,3 милиона динара за куповину иновативне опреме уз помоћ које ће наставу пратити и у њој учествовати ђаци у преко 60 школа у 30 општина широм Србије. Донирана средства намењена су за набавку рачунара, пројектора, интерактивних табли, као и би-бот (bee-bot) робота који ће користити образовању деце са сметњама у развоју.
Партнерске организације: Фонд Б92, Фондација Гимназије "Вељко Петровић" Сомбор, Удружење "Мисли глобално делуј локално" Шид, Удружење "Синхро" Панчево.

### Национални дан давања2020. године
Национални дан давања 2020. године одржан је под слоганом "Србија без баријера".
Обележен је по трећи пут у организацији Српског филантропског форума. Коалиција за доброчинство коју чине Фондација Ана и Владе Дивац, Траг фондација, Српски филантропски форум, Форум за одговорно пословање, Каталист Балканс и Привредна комора Србије, реализују Пројекат за унапређење оквира за давање који финансира Америчка агенција за међународни развој – УСАИД.
Обележавање Националног дана давања било је посвећено теми солидарности са особама са инвалидитетом и борби за потпуну приступачност, у акцијама за уклањање препрека, изградњу инфраструктуре која би омогућила приступ информацијама и кретање свима, како особама са инвалидитетом, тако и старим особама, мајкама са децом, свим грађанима.
Донатори, компаније, појединци, су се ујединили у акцији. Српски филантропски форум и Фонд Б92, али и остале чланице Коалиције, посветили су се повезивању здравственог система, државе за донаторима, али и добављачима, и успели су да прикупе и реализују помоћ у износу од преко милион и осамсто хиљада евра.